# Contendas do Sincorá
Contendas do Sincorá är en kommun i Brasilien.   Den ligger i delstaten Bahia, i den östra delen av landet, 800 km öster om huvudstaden Brasília. Antalet invånare är 4 663.
Omgivningarna runt Contendas do Sincorá är huvudsakligen savann. Runt Contendas do Sincorá är det mycket glesbefolkat, med 5 invånare per kvadratkilometer.